# Арукюласька сільська рада (Тирваський район)
А́рукюласька сільська рада (ест. Aruküla külanõukogu, рос. Арукюлаский сельский совет) — сільська рада в Естонській РСР, адміністративно-територіальна одиниця в складі повіту Вільяндімаа (1945—1950) та Тирваського району (1950—1954).

## Населені пункти
Сільській раді підпорядковувалися села: Анікатсі (Anikatsi), Пагувере (Pahuvere), Арукюла (Aruküla).

## Історія
13 вересня 1945 року на території волості Тугалаане у Вільяндіському повіті утворена Арукюласька сільська рада з центром у селі Пагувере.
26 вересня 1950 року, після скасування в Естонській РСР повітового та волосного поділу, сільська рада ввійшла до складу новоутвореного Тирваського сільського району.
20 березня 1954 року відбулася зміна кордонів між районами Естонської РСР, зокрема Арукюласька сільрада отримала 73,21 га земель колгоспу «Сяде» («Säde», «Іскра») від Тугалаанеської сільської ради Аб'яського району, передавши тій же сільраді 74,41 га земель колгоспу «Санґар» («Sangar», «Герой»).
17 червня 1954 року в процесі укрупнення сільських рад Естонської РСР Арукюласька сільська рада ліквідована. Її територія склала частину Кярстнаської сільської ради.